# Manuel Baeza
Manuel Hernán Baeza Cornejo (Providencia, Chile, Chile, 9 de octubre de 1956) es un exfutbolista chileno. Jugaba como delantero.

## Trayectoria
Oriundo de Santiago, como jugador juvenil, defendió las camisetas de Los Cóndores de Lo Prado y Magallanes. Como profesional defendió los colores de Magallanes, Huachipato, Santiago Morning, Regional Atacama, Unión San Felipe, Deportes Antofagasta, Provincial Osorno, O'Higgins, Santiago Wanderers y Deportes Linares.
Como jugador de la Primera B, consiguió el ascenso a la Primera división con Santiago Morning como subcampeón del torneo de 1981, y con O'Higgins, tras ganar el la liguilla de promoción de 1987. También fue el máximo goleador en la temporada 1985, defendiendo los colores de Deportes Antofagasta.
Se trasladó a El Salvador en 1989, donde defendió los colores de Acajutla FC.
Su último club como profesional fue Deportes Arica en 1990.

## Vida personal
Le apodaban como Camión debido a su contextura física.
Tras su retirada, continuó jugando al fútbol a nivel amateur en clubes como Unión Lo Franco.

## Clubes
| Club                 | País        | Año       |
| -------------------- | ----------- | --------- |
| Magallanes           | Chile       | 1975-1978 |
| Huachipato           | Chile       | 1979-1980 |
| Santiago Morning     | Chile       | 1981-1982 |
| Regional Atacama     | Chile       | 1983      |
| Unión San Felipe     | Chile       | 1984      |
| Deportes Antofagasta | Chile       | 1985-1986 |
| Provincial Osorno    | Chile       | 1987      |
| O'Higgins            | Chile       | 1987      |
| Santiago Wanderers   | Chile       | 1988      |
| Deportes Linares     | Chile       | 1989      |
| Acajutla FC          | El Salvador | 1989-1990 |
| Magallanes           | Chile       | 1990      |
| Deportes Arica       | Chile       | 1990      |

## Palmarés

### Distinciones individuales
| Distinción                                           | Año  |
| ---------------------------------------------------- | ---- |
| Goleador del Apertura de Segunda División (15 goles) | 1981 |
| Goleador de la Segunda División (18 goles)           | 1985 |